# 建业银行
建业银行是1943年至1951年中国的一家商业银行。

## 历史
1943年9月，著名化学工业实业家范旭东判断抗战将会胜利，积极筹划战后化工事业发展，向国民政府提交了《永利化学工业公司创建化工工厂十所办法大纲》。但当时通货膨胀严重，企业生产经营资金周转极困难，“十厂计划”缺少资金。范旭东经过与老友、南开大学经济研究所所长、经济学家、国民政府经济部次长何廉商议，决定筹办自己的实业银行。1943年12月28日，永久集团的实业家范旭东发起，在重庆出资开设建业银行，股本1000万元法币，其中重庆和济钱庄与成都振华银号的原股份合计为350万元，650万元新股中永久集团占23%，龚饮冰（使用龚再僧名字）占17%（实际为中共南方局的秘密资金）。周恩来的秘书童小鹏在《风雨四十年》一书中写：“范旭东的化工企业中国制碱公司，抗战爆发后毅然迁到大后方重建新厂。新厂进口的机器全部被蒋介石的远征军征用，国民政府决定给三百万元贷款。新厂建成后，国民政府突然变卦，要把贷款作为公款，企图并吞新建工厂。为了求得企业的生存，范旭东打算自己创办‘建业银行’，以取得周转资金。周恩来知道后，指示龚饮冰与刘少文、卢绪章（他们都是为党在社会上做经济工作的）商量，又与范旭东晤谈，决定参加建业银行的筹建，以党的营运经费参加，在资金（起先是17%，后来44%以上）、人力（龚饮冰任常务董事，后任总经理）方面给予支持。”
1944年3月举行第一次股东大会，选出重庆和济钱庄董事长汪代玺、永利公司财务协理范鸿畴（范旭东的堂弟，毕业于华盛顿大学）、龚饮冰、李维城、蒋廷甲、周秋藩、久大公司湘区经理萧豹文、王拂禅、翟温桥9人为董事，袁承斌、乐美龙、顾树立为监察人，推选汪代玺、范鸿畴、龚饮冰、李维城、蒋廷甲为常务董事，汪代玺任董事长，范鸿畴任总经理，胡彦尊任协理兼业务部经理。1944年6月1日，验资核准后，建业银行正式开业，总行及重庆分行设在重庆民族路117号，另在成都设立分行，经理黄肇兴，后任陈祖湘。

1945年10月，建业银行改总行为总管理处，并设重庆分行，经理黄肇兴。到1945年底，建业银行各种存款余额超过3亿元，各种放款余额1.5亿余元，前期的损失得到弥补，呆滞的资金得到清理。并筹划增设成都、长沙及柳州分行。
1946年3月，成立长沙分行。
龚饮冰决定将之前因战争未能开业的柳州分行迁至上海，改为上海分行，并亲自先期至上海进行筹备。1946年6月上海分行在天津路201号开业。黄肇兴被升任总管理处协理兼上海分行经理，重庆分行经理改由陶继侃担任，民国38年3月又改由沈百屏担任。1948年5月至1952年10月陈穗九历任建业银行上海分行专员兼会计副股长、营业股长、襄理。
1946年8月第二届股东大会召开，决定将总管理处迁至上海，龚饮冰也随之常驻上海。
建业银行南京分行位于太平路335号（现今的太平南路太平商场附近，距总统府只有千米距离）。1947年5月开业。经理胡彦尊。会计股长王首民。配合永利硫酸厂的生产。1949年2月15日遣散员工。
1948年初，由于一名手下的地下党员被捕，龚饮冰由上海去香港，推荐黄肇兴继任总经理。
1949年5月上海解放之时，建业银行（因重庆、成都分行还未解放，未计入）总资本为人民币1.88亿元，全行员工最高共计261人。此时中共党组织占股已达到50.09%（称“革命资本”）。解放后，长沙分行因业务不振，经董事会决议停业，其余各分行仍在继续营业中。1949年底建业银行仍能有6,893,266,555.40元的盈余。全行员工199人。
1950年“二六”轰炸后，许多工厂被迫停工，资金周转困难，对外债务的清偿出现问题，以至于银行的工业放款也不能正常收回。在此背景下，为了谋求生存与发展途径的需要，建业银行第一个正式向中国人民银行申请进行公私合营。
1951年1月，建业银行与新华信托储蓄商业银行、中国实业银行、四明商业储蓄银行、中国通商银行经中国人民银行批准成立新五行联合总管理处，统一领导监督，加强集中经营，统筹业务管理，统一调配人事，成为除国家银行外最大的金融实体。为此，建业银行内部刊物《建讯》还出了停刊纪念刊。1951年5月建业银行存款额为109亿元，到了11月底已经增加到436亿元。至1951年11月，新五行联合总管理处扩大到十一行联合总管理处。公私合营十一行总管理处主任陈穆（原解放区北海银行行长）；总管理处增产节约委员会王伟才。
1952年1月12日，上海建业银行举行“三反”运动动员座谈会，银行管理层及业务人员共67人参加，经理王丰年首先作了动员。
1952年4月，中财委发布《对私营金融业方针的指示》，加强对已公私合营银行的经营管理，并在12月成立了全国统一的公私合营银行，建业银行并入该行，开展对私营工商业办理存放款业务。1952年12月1日，统一的公私合营银行联合总管理处成立，取消了建业银行的名称，至此，建业银行彻底结束公私合营。
1955年公私合营银行整体划归中国人民银行，各地分支机构并入当地的人民银行。